# Something’s Got a Hold on Me
Something’s Got a Hold on Me – piosenka wykonywana przez amerykańską wokalistkę Ettę James. Był to jej trzeci singel z płyty Etta James, wydanej w 1962. Utwór jest napisany w stylu rhythm and bluesowym, z elementami soulu i gospelu. Singel znalazł się na czwartym miejscu listy przebojów tygodnika Billboard.
"Something’s Got a Hold on Me" był wykonywany przez wielu innych artystów, m.in. Christinę Aguilerę w filmie Burleska (2010). Sampel piosenki wykorzystali amerykański raper Flo Rida w utworze "Good Feeling" oraz szwedzki DJ Avicii w kompozycji "Levels".